# Uvariopsis le-testui
Uvariopsis le-testui är en kirimojaväxtart som beskrevs av François Pellegrin. Uvariopsis le-testui ingår i släktet Uvariopsis och familjen kirimojaväxter. Inga underarter finns listade i Catalogue of Life.